# 汪易
汪易（1916年—1995年），四川阆中人，1955年被授予中国人民解放军少将，曾任北京军区副司令员。

## 生平
原名王善德，1932年加入共青团，1933年参加中国工农红军，1935年加入中国共产党并参与长征。曾任中共中央陕甘宁省委秘书长、中共中央书记处秘书、陕甘宁留守兵团警备一旅政治部组织科副科长、供给部政治处主任、副政委。在中央秘书处和警卫旅工作期间，汪易获劳动英雄称号和红星奖章。抗日战争胜利后，汪易任辽西纵队供给部政委；1950年11月，任45军123师政委，率部参加抗美援朝战争；1954年任46师政治部副主任，后任54军副参谋长；1960年，调任总后勤部司令部副参谋长，1964年任参谋长；1965年任北京军区后勤部部长；1970年任北京军区副司令员。1955年，汪易被授予少将军衔，荣获二级“八一”勋章、二级独立自由勋章、二级解放勋章；1988年荣获一级红星功勋荣誉章。